# Rapateoideae
Rapateoideae es una subfamilia de plantas perteneciente a la familia Rapateaceae.

## Tribus y géneros
- Tribu Rapateeae
  - Rapatea Aubl., 1775
  - Cephalostemon R.H.Schomburgk, 1845
  - Spathanthus Desvaux, 1828[1]
- Tribu Monotremeae
  - Maschalocephalus Gilg & K.M.Schumann, 1900
  - Monotrema Körnicke, 1872
  - Potarophytum Sandwith, 1939
  - Windsorina Gleason, 1923[2]